# Schwedlerbrücke
Die Schwedlerbrücke ist eine denkmalgeschützte Fußgängerbrücke im Ostend von Frankfurt am Main. Sie wurde 1910, während der Anlage des Frankfurter Osthafens, von der Königlich-Preußischen Eisenbahn errichtet. Mit 3 Metern Breite und 245 Metern Länge überspannt die Brücke das Gelände des Güterbahnhofs Frankfurt (Main) Ost an seiner breitesten Stelle, um das Hafengebiet mit dem Wohnviertel am Röderberg und am Ostpark zu verbinden. Benannt ist sie nach ihrem Planer, dem Berliner Bauingenieur Johann Wilhelm Schwedler.
Die Schwedlerbrücke ist seit 2011 gesperrt. 

## Geschichte und Konstruktion
Die Schwedlerbrücke ist eine Stahlkonstruktion, die auf Pfeilern und Widerlagern aus rotem Mainsandstein und Beton ruht. Wie viele andere Bauwerke des Osthafens wurde die Schwedlerbrücke gemeinsam von der Preußischen Staatseisenbahn und der Stadt Frankfurt errichtet. Die Pläne stammen von Johann Wilhelm Schwedler, der auch die Stahlkonstruktion der drei Hallen des Frankfurter Hauptbahnhofs entworfen hat.
Die Brücke besteht aus zwei unterschiedlich konstruierten Abschnitten, die durch einen sechs Meter breiten Gruppenpfeiler getrennt sind. Im nördlichen Teil überspannt eine Balkenbrücke das höher gelegene Gleisbett der Bahnstrecke nach Hanau. Das Prinzip aus geraden Auslegeträgern ermöglicht hier die Überbrückung bei einer relativ niedrigen Konstruktionsstärke. Den längeren, südlichen Teil der Brücke bilden vier flachgewölbte Bögen, so genannte Schwedlerträger, zwischen Betonpfeilern. Früher führten mehrere Eisentreppen von der Brücke hinunter zu den Verladestraßen zwischen den Gleisen.
Seit 2010 steht die Schwedlerbrücke unter Denkmalschutz nach dem hessischen Denkmalschutzgesetz.

## Lage und Verkehrsanbindung
Die Fußgängerbrücke verbindet den Ostpark mit dem Osthafen. Im Südosten führt sie vom Osthafen durch die Schwedlerstraße. Darauf folgend überquert sie in nordwestlich-südöstlicher Ausrichtung die Bahnstrecke Frankfurt–Hanau. Der nordwestliche Brückenfuß steht im südlichen Teil des Ostparks, am südöstlichen Fuß der Brücke im Stadtteil Ostend verläuft die Hanauer Landstraße.
Etwa 800 m westlich der Schwedlerbrücke liegt der Frankfurter Ostbahnhof mit Halten von Regionalzügen der nordmainischen Strecke Frankfurt-Hanau, der Stadtbahnlinie U 6, der Straßenbahnlinie 11 und den Buslinien 31 und M 32. Etwa einen Kilometer nordöstlich der Schwedlerbrücke liegt die Station Eissporthalle/Festplatz, die von mehreren Linien des Öffentlichen Personennahverkehrs bedient wird: von der Stadtbahnlinie U7 und der Straßenbahnlinie 12 der Frankfurter Verkehrsgesellschaft VgF sowie von der Buslinie 103 der Offenbacher Verkehrs-Betriebe (OVB). Südlich der Brücke, an der Hanauer Landstraße, befindet sich die Haltestelle Schwedlerstraße der Linie 11 der Straßenbahn Frankfurt am Main, an der auch die Nachtbuslinien N11, n61 und n65 halten.

## Sperrung und Sanierungsplanung

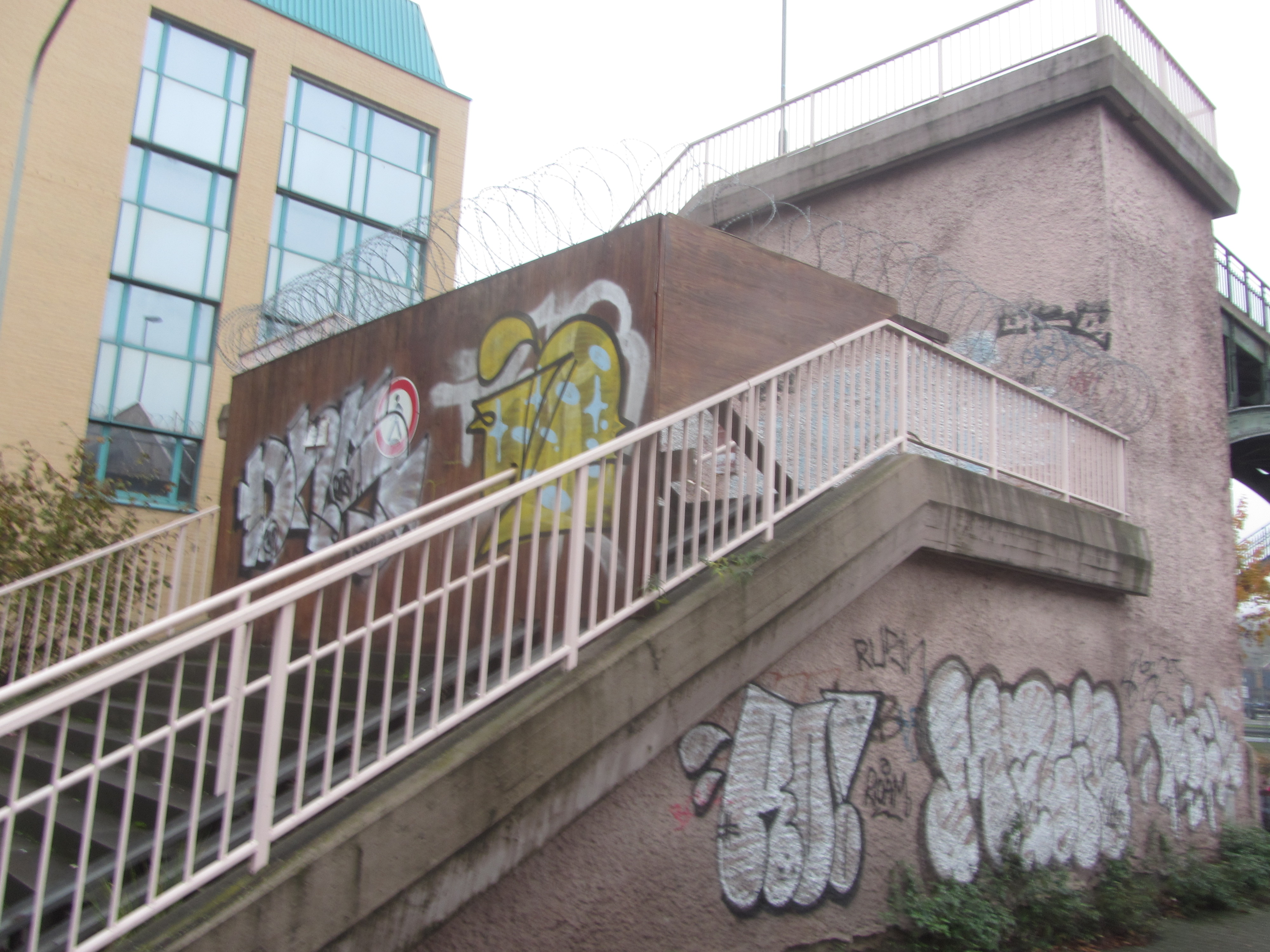
Der verbarrikadierte südliche Aufgang in der Schwedlerstraße, Zustand im November 2014

Die Schwedlerbrücke wurde im August 2011 wegen ihres schlechten baulichen Zustands von der Stadt Frankfurt gesperrt. Aus Sicherheitsgründen mussten 2016 die denkmalgeschützten Brückenbögen entfernt werden. 
Im Februar 2016 wurde ein nicht offener Wettbewerb zur Instandsetzung und denkmalgerechten Sanierung der Brücke entschieden. Den ersten Preis erhielt eine Arbeitsgemeinschaft aus dem Frankfurter Architekturbüro Christoph Mäckler Architekten und dem Ingenieurbüro Bollinger und Grohmann Ingenieure. Gemäß dem Siegerkonzept des Architekturwettbewerbs soll das bisher im Wesentlichen als einfache Balkenbrücke mit geraden Auslegeträgern angelegte Bauwerk um ein Café und einen Ausstellungsraum an den Brückenköpfen ergänzt werden.
Das Amt für Straßenbau und Erschließung der Stadt Frankfurt am Main plante die Fertigstellung der Arbeiten zunächst für 2022. Im März 2021 gab es bekannt, dass die Sanierungsarbeiten 2022 beginnen und Mitte 2023 abgeschlossen sein sollen. Nach einer Pressemeldung der Stadt vom Januar 2022 war die Finanzierung der geschätzten Sanierungskosten in Höhe von 18 Mio. Euro gesichert, so dass die Bauarbeiten gegen Ende 2022 hätten beginnen können. Allerdings musste die Stadt zwei Ausschreibungen der Bauarbeiten aus wirtschaftlichen und verfahrensrechtlichen Gründen aufheben, so dass sie nun frühestens mit einem Baubeginn im Herbst 2024 rechnet.